# Idarnotorymus pulcher
Idarnotorymus pulcher är en stekelart som beskrevs av Masi 1916. Idarnotorymus pulcher ingår i släktet Idarnotorymus och familjen gallglanssteklar. Inga underarter finns listade i Catalogue of Life.